# Frederic Ricart i Gibert
Frederic Ricart i Gibert (1830- 14 de desembre de 1883), segon marquès de Santa Isabel, va ser un industrial tèxtil que va ser propietari d'un recinte industrial al barri de Poblenou (conegut com a Can Ricart). El 1869 va comprar un solar al Passeig de Sant Joan de Barcelona on el 1882 va iniciar les obres del seu Palau, que no veuria acabar. Era fill de Jaume Ricart i Guitart i de Rosa Gibert i Abril. El títol nobiliari li venia del seu oncle Jaume Gibert i Abril, nomenat marquès per Isabel II; a la seva mort el succeí el seu fill Felip, fruit del seu matrimoni amb Manuela Fernández de Córdoba. La nissaga Gibert es remunta a una família provençal establerta a Sant Cebrià de Vallalta al primer terç del segle xiii per ocupar-se dels pous de llances del condomini inquisitorial que a partir del segle xv deixaren la zona.